# Étienne-Denis Pasquier
Étienne-Denis Pasquier, född 22 april 1767 i Paris, död där 5 juli 1862, var en fransk politiker.
Efter skräckväldets fall gjorde Pasquier en snabb karriär på ämbetsmannabanan och blev 1810 polisprefekt. Vid Napoleon I:s fall övergick han till bourbonerna, innehade olika poster i de skiftande ministärerna och var utrikesminister i Richelieus kabinett 1819-21. Under reaktionen under Karl X:s sista regeringsår tillhörde Pasquier oppositionen. Under Ludvig Filip I:s regering var han president i pärskammaren. År 1808 blev han baron och 1844 blev hertig. Hans memoarer (6 band, 1893-96) innehåller värdefulla upplysningar om Napoleontidens och restaurationens historia.